# Liste der Segeltypen

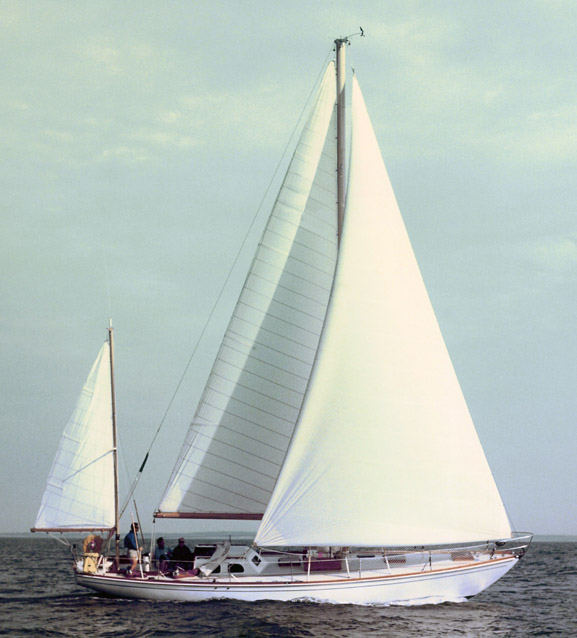
Das kleine Segel ist das Besansegel

Besanstagsegel (rot) auf einem Dreimaster

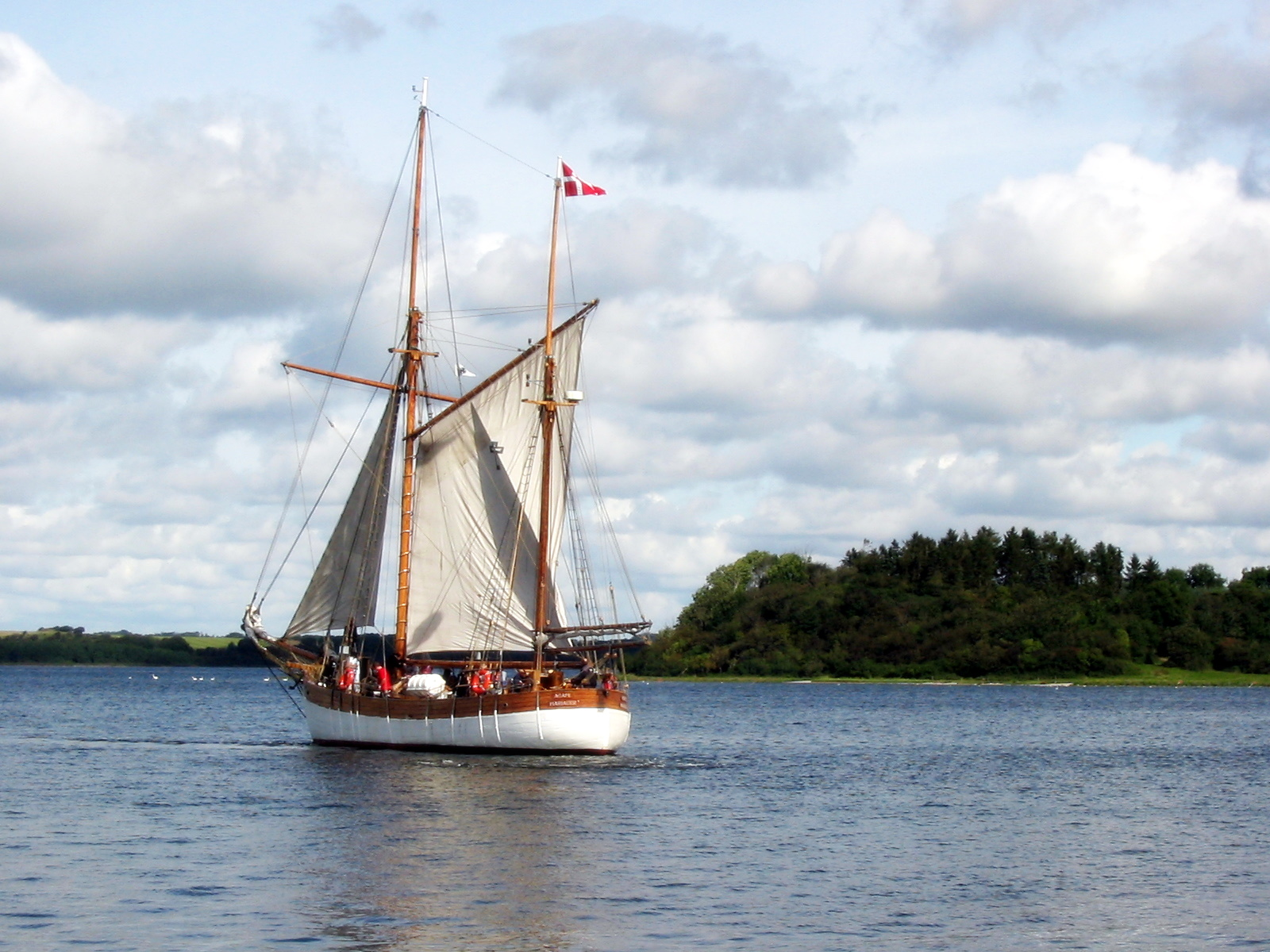
Gut sichtbar die Breitfockrah, an der die Breitfock vor dem Großsegel gesetzt werden kann

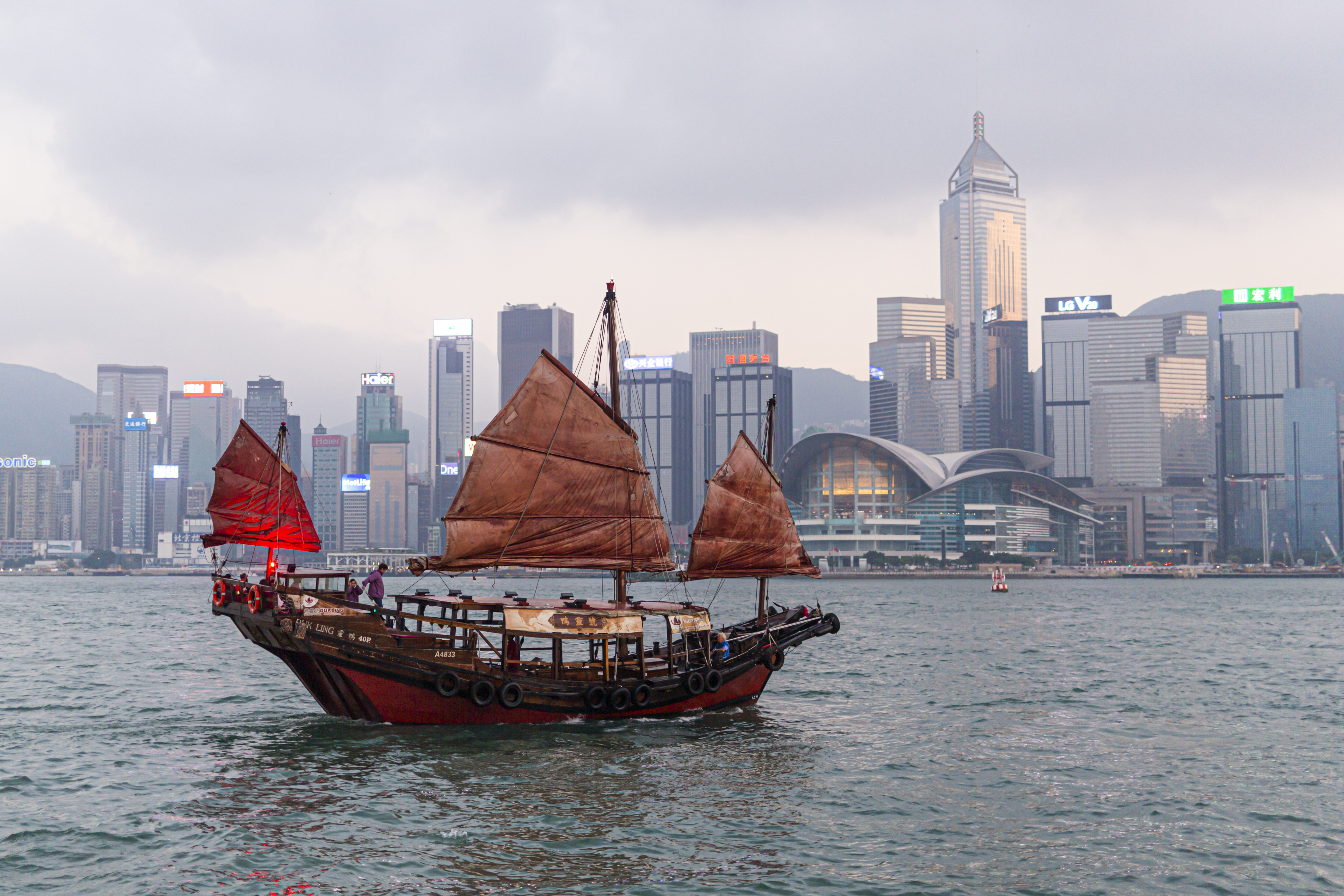
Dschunke mit einem Dschunkensegel

Gaffelsegel

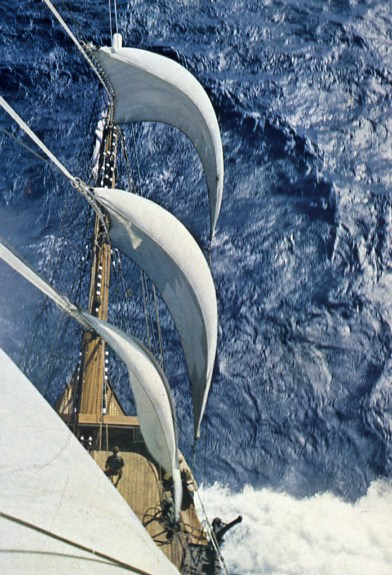
Fock, Innenklüver und Außenklüver

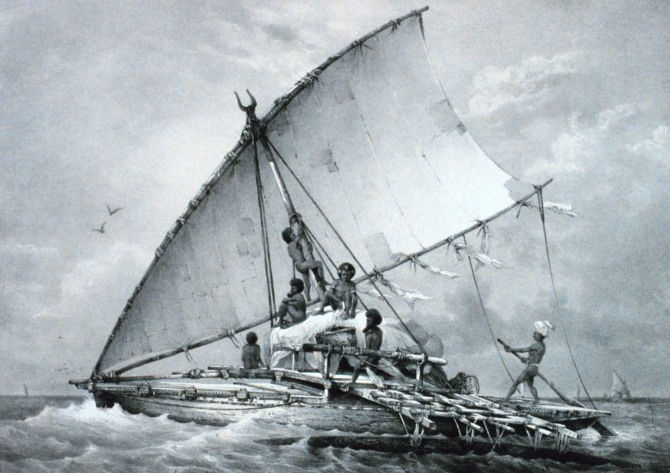
Balahou mit Krebsscherensegel

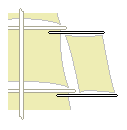
Leesegel

Luggersegel

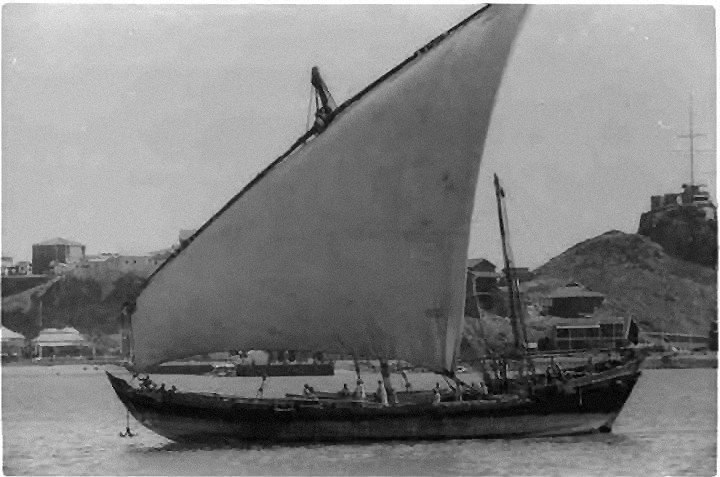
Arabische Dau mit Setteesegel

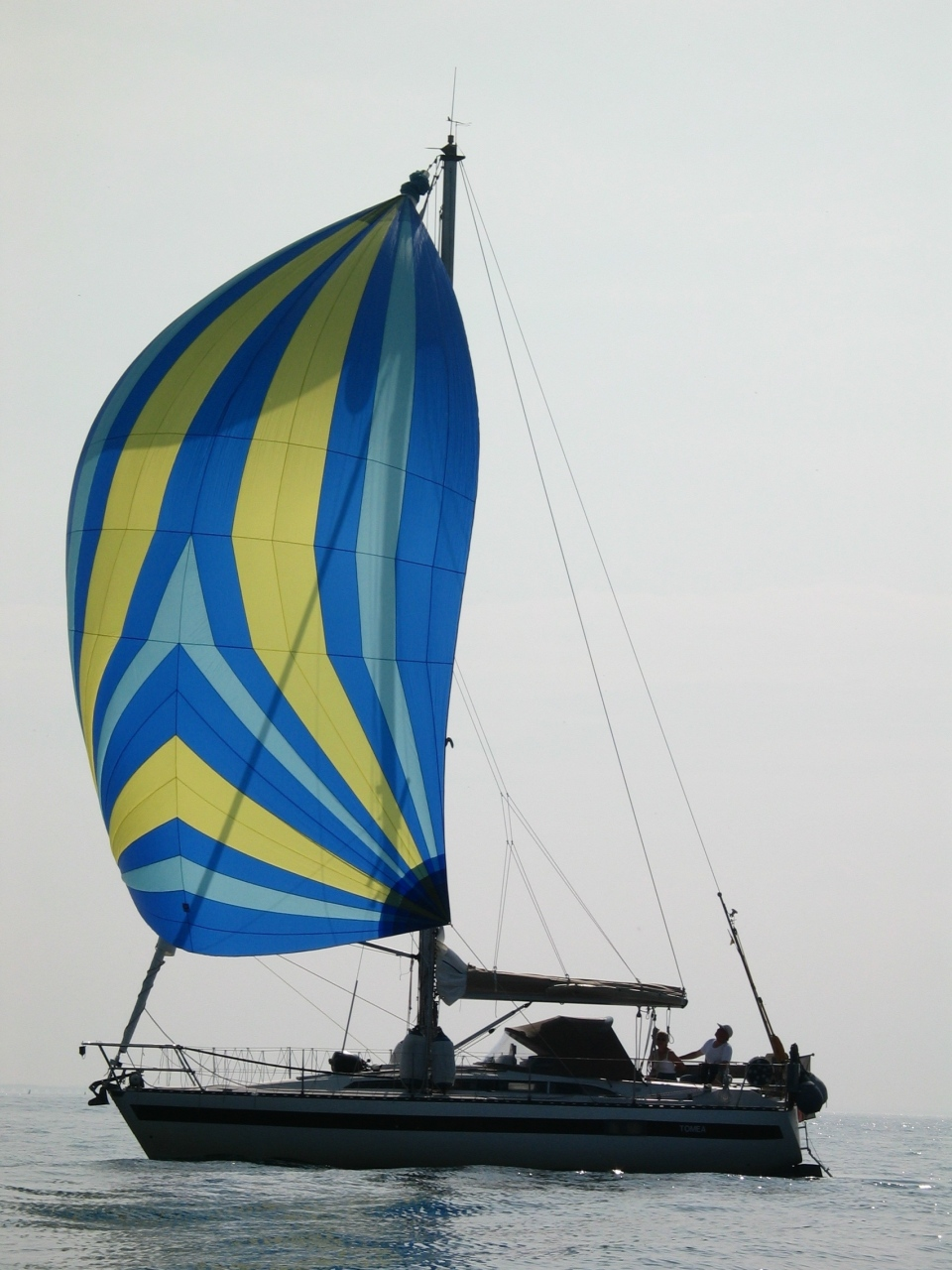
Spinnaker

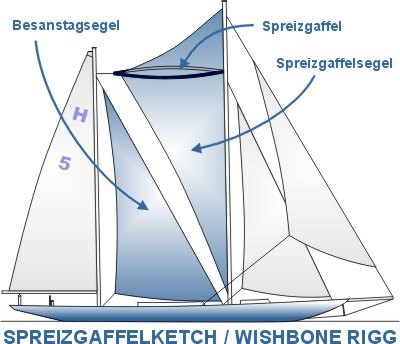
Spreizgaffelsegel

Sprietsegel

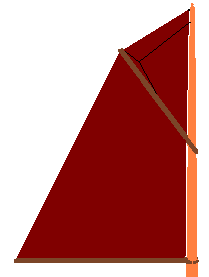
Dreikanttoppsegel über einem Gaffelsegel

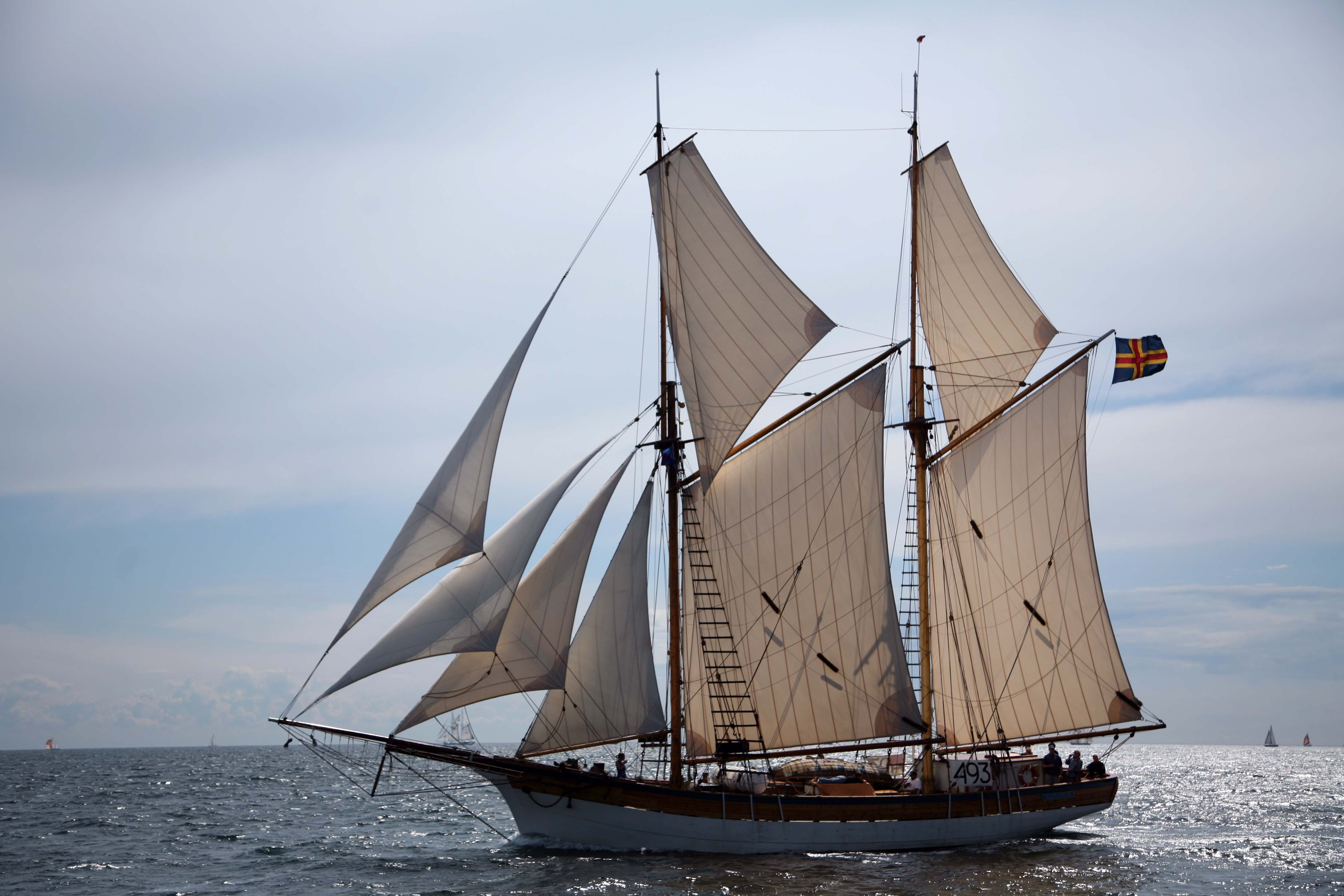
Viereckige Vierkanttoppsegel auf der Albanus (Nachbau eines Schoners von 1904)

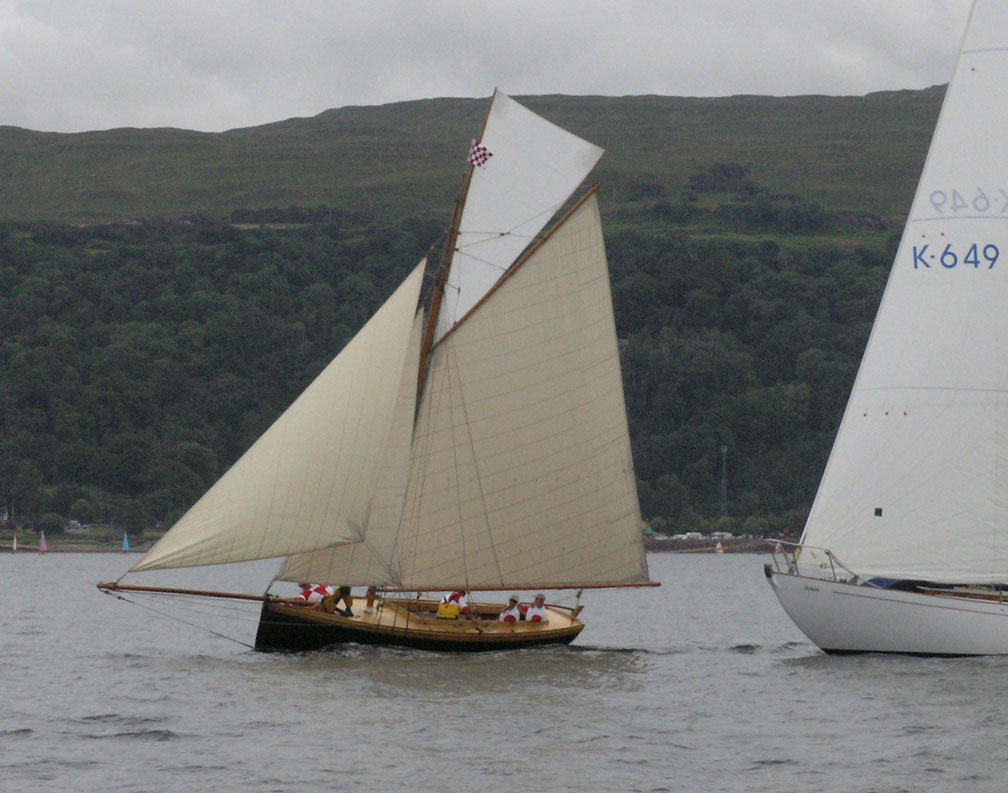
Dreieckiges Vierkanttoppsegel der Ayrshire Lass (Yacht, 1887)

Die Liste der Segeltypen gibt einen Überblick über die auf Segelschiffen, Segelyachten und Segelbooten verwendeten Segel. Nicht in dieser Aufstellung angegeben sind Segelgruppen wie Rahsegel, Schratsegel, Stagsegel, Hochsegel, Haupt- beziehungsweise Arbeitssegel, Schönwettersegel, Beisegel oder Vorsegel.
Aap
Siehe: Besanstagsegel
Achterstagsegel 
Das Achterstagsegel ist ein luvseitig gefahrenes dreieckiges Beisegel für leichtes Wetter und raumen Kurs, dessen Kopf auf ungefähr halber Höhe des Achterstags (hinterer Mast) und dessen Hals in der Nähe des Mastes an Deck angeschlagen wird.
Advancestagsegel 
Das Advancestagsegel ist ein viereckiges Leichtwettersegel auf Stagsegel-Schoneryachten.
Affe
Siehe: Besanstagsegel
Außenklüver
Siehe: Klüver
Babystagsegel 
Das Babystagsegel ist ein kleines Vorsegel aus leichtem Tuch, das an einem Babystag gefahren wird. Es gibt auch Quellen, die angeben, dass das Babystag nur zur Stabilisierung und Trimmung des Masts dient und keine Segel trägt
Bagien
Siehe: Kreuzsegel
Bananenstagsegel 
Als Bananenstagsegel wird ein besonders schlankes Spinnakerstagsegel bezeichnet
Besansegel
Das Segel, das am hintersten Mast (dem Besanmast) eines mehrmastigen Segelschiffes oder einer Yacht gefahren wird, heißt Besansegel oder kurz Besan. Es ist ein Schratsegel.
Besanstagsegel 
Das Besanstagsegel (auch Aap, Kreuzstagsegel oder Affe) ist ein kleines Stagsegel auf Segelschiffen.
Betrüger
Siehe: Spinnakerstagsegel
Bigboy 
Der Bigboy (auch Blooper) ist ein Lee-Spinnaker, der ohne Spinnakerbaum gefahren wird.
Binnenklüver
Wird auch Innenklüver genannt.
Siehe: Klüver
Blinde
Die Blinde ist ein kleines Rahsegel, das vor allem bei historischen Segelschiffstypen unter dem Bugspriet gesetzt wurde, heute aber kaum noch gebräuchlich ist.
Blister 
Unter einem Blister (auch Flasher oder MPS) versteht man einen asymmetrischen Spinnaker, der ohne Spinnakerbaum gefahren wird. Vgl. Gennaker
Blooper
Siehe: Bigboy
Bonaventurasegel 
Das Bonaventurasegel wird auf Großseglern am hintersten (vierten) Mast und nur bei schönem Wetter gesetzt. Es wird auch als Schönwettersegel bezeichnet. Trat Anfang des 17. Jahrhunderts an dem gleichnamigen Mast hinter dem Besan auf der Poop auf.
Bramsegel 
Bramsegel sind die, von unten gezählt, dritten Rahsegel auf Großseglern. Häufig sind sie unterteilt in Unterbram- und Oberbramsegel.
Breitfock 
Die Breitfock ist ein Rahsegel auf Schiffen, die mit Schratsegeln ausgerüstet sind; sie wird am vordersten Mast gefahren, unterhalb des Fockstags und in gleicher Höhe wie das Groß- bzw. Schonersegel – im Gegensatz zu den Rahsegeln von Toppsegelschonern, die darüber (in Höhe des Gaffeltoppsegels) gefahren werden. Wie die Fock auf Rahseglern wird das Unterliek der Breitfock frei (ohne Rah) gefahren. Anders als die meisten Rahsegel wird die Breitfock zum Bergen (Einholen) auf manchen Schiffen nicht nach oben an die Rah, sondern an der Rah entlang mittschiffs zum Mast gezogen.
Briggsegel 
Als Briggsegel wird das Gaffelsegel am Großmast einer Brigg bezeichnet.
Bullsegel 
Als Bullsegel wird das Luggersegel des Besanmasts eines Zeesenboots bezeichnet.
Code Zero 
Das Code Zero (auch UPS oder Windseeker) ist ein sehr großes Leichtwind-Vorsegel. Mischung aus Drifter und Gennaker.
Deltasegel
Siehe: Krebsscherensegel
Dreikanttoppsegel (oder Dreikanttopsegel)
siehe Toppsegel
Drifter 
Der Drifter (auch Flyer) ist ein großes Leichtwind-Vorsegel, hat jedoch im Vergleich zum Code Zero eine deutlich kleinere Segelfläche.
Dschunkensegel
Ein im ostasiatischen Raum entwickeltes voll durchgelattetes, meist vier- oder fünfeckiges Schratsegel.
Fischermann 
Siehe: Fischermann-Stagsegel
Fischermann-Stagsegel
Als Fischermann-Stagsegel (auch kurz Fischermann) wird ein Stagsegel bezeichnet, das bei einer Ketsch oder einem Schoner an einem Stag zwischen den Toppen geführt wird.
Flasher
Siehe: Blister
Flieger 
Der Flieger (auch Klüvertoppsegel oder Yankee) ist ein dreieckiges Vorsegel, das oberhalb und vor Klüver und Fock (z. B. bei kuttergetakelten Seglern) gefahren wird. Nicht zu verwechseln mit dem Flyer.
Flyer 
Siehe: Drifter
Fock
1. Die Fock ist auf Rahseglern das unterste Rahsegel am vordersten Mast.
2. Auf Schonern, Kuttern und größeren Yachten mit mehreren Vorsegeln ist sie das hinterste Vorsegel.
3. Auf kleineren Yachten oder Jollen, die nur ein Vorsegel führen, ist sie ein Vorsegel, das den Mast (von der Seite betrachtet) nicht überlappt. Sie wird bei kräftigeren Winden gesetzt.

Fock (grün) im Vergleich zur Genua (blau) auf einer Jolle

Gaffelsegel
Das Gaffelsegel ist ein unsymmetrisch viereckiges Segel, das zwischen einer Gaffel und dem Baum aufgespannt ist.
Gaffeltoppsegel 
Das Gaffeltoppsegel ist ein leichtes dreieckiges Segel, das oberhalb eines Gaffelsegels, im Dreieck zwischen Gaffel und Mast, angeschlagen ist; siehe auch Toppsegel.
Gardinensegel 
Ein großes Rahsegel, das an der untersten Rah von Rahtoppschonern auf Höhe des Gaffelgroßsegels gefahren wird, ähnlich einer Breitfock auf Gaffelschonern. Rahtoppschoner mit mehreren Rahtoppen können auch mehrere Gardinensegel fahren (z. B. die Vinnen-Schoner).
Gennaker 
Ein Gennaker ist ein großes asymmetrisches Vorsegel mit großem Einsatzbereich. Die beste Leistung wird raumschots erreicht. Für Fahrtensegler oft mit Bergesack zum Setzen, Bergen und Halsen.
Genua 
Als Genua (auch Kreuzballon) wird ein vergrößertes Vorsegel auf Segelyachten bezeichnet. Die Genua überlappt im Gegensatz zur Fock den Mast, das heißt, das Schothorn befindet sich hinter dem Mast. Sie wird bei leichtem Wind oft als Ersatz für die Fock eingesetzt.
Gieksegel 
Das Gieksegel ist ein Gaffelsegel, bei dem der Baum deutlich länger ist (etwa dreimal so lang wie die Gaffel) als bei Gaffelsegeln üblich.
Großsegel
Großsegel bezeichnet ein am Großmast gefahrenes Segel.
Huarisegel
Gaffelsegel, bei dem die Gaffel nahezu senkrecht am Mast angebracht ist (siehe Gaffeltakelung)
Innenklüver
Wird auch Binnenklüver genannt.
Siehe: Klüver
Jager 
1. Der Jager ist ein kleines dreieckiges Segel, das oberhalb und vor dem Klüver gesetzt wird.
2. Ein großes, dreieckiges Vorsegel, das beim Segeln vor dem Wind in Luv gefahren wird.

Jibtop
Die Jibtop ist ein genua-ähnliches Vorsegel, jedoch mit einer vergleichsweise besseren Leistung im Halbwind-Bereich.
Klüver 
Der Klüver ist ein dreieckig geschnittenes Stagsegel. Bei Yachten wird er vor der Fock gefahren, auf Großseglern wird er am Klüverbaum, vor dem Bug gefahren. Sind auf Großseglern mehrere Klüver aufgezogen, nennt man den vordersten Flieger, dann kommen Außenklüver, Klüver und dann der Binnenklüver, der auch Innenklüver genannt wird.
Klüvertoppsegel
Siehe: Flieger
Krabbenklauensegel
Siehe: Krebsscherensegel
Krebsscherensegel 
Das Krebsscherensegel (auch Deltasegel oder Krabbenklauensegel) stammt aus Polynesien und wird auf Proas oder Auslegerkanus verwendet.
Kreuzballon
Siehe: Genua
Kreuzsegel 
Das Kreuzsegel (auch Bagien) ist das unterste am Kreuzmast (hinterster Mast eines Vollschiffs) gefahrene Segel.
Kreuzstagsegel
Siehe: Besanstagsegel
Lateinersegel
Das Lateinersegel ist ein Schratsegel und besteht aus einem Tuch in der Form eines gleichschenkligen Dreiecks, das mit der Basis an der Rute oder lateinisch Rah genannten Stange (genauer: Spiere) angeschlagen ist. Die Rute ist mittig am Mast befestigt. Zum Segeln wird die Rute schräg gestellt, etwa so, dass eine Seite des Segels horizontal verläuft und mit dem Tau an der Spitze gespannt wird. Je nach Windrichtung kann das Segel auf beide Seiten geschwenkt werden, wozu allerdings die gesamte Rute neu ausgerichtet werden muss.
Leesegel 
Leesegel sind Rahsegel, die bei leichtem, raumem Wind auf Rahseglern gefahren werden. Es werden dazu die bestehenden Rahen durch Leesegelspieren verlängert und daran die Leesegel angeschlagen (befestigt). Sie werden auf beiden Seiten oder auch nur auf der Luvseite gefahren. Die Bezeichnung „Leesegel“ hat mit „Lee“ nichts zu tun; sie hat ihren Ursprung in „Leistsegel“ was über das niederländische „Lijzeil“ zu dem heute gebräuchlichen Begriff wurde.
Als Leesegel wird außerdem auf Segelyachten ein Tuch bezeichnet, das verhindert, dass ein schlafendes Crewmitglied bei Krängung aus der Koje fällt.
Luggersegel 
Das Luggersegel kann als eine Weiterentwicklung des Lateinersegels und als eine vereinfachte Gaffelbesegelung angesehen werden. Bezeichnend ist die gegenüber der Lateinertakelung stark verkürzte Spiere; dadurch kann diese, ohne das Segel einzuholen, bei der Wende um den Mast herum genommen (geschiftet) werden. Gleichzeitig spart man sich die aufwändige Konstruktion einer Gaffelklau und erhält durch den Segeltuchüberhang am Mast zusätzliche Segelfläche.
Mae-West-Spinnaker 
Der Mae-West-Spinnaker ist ein großer Kugelspinnaker für Raumschotkurse.
Marssegel 
Marssegel sind die, von unten gezählt, zweiten Rahsegel auf Großseglern. Sie können in Untermars- und Obermarssegel unterteilt sein. In diesem Fall dient das kleinere Untermarssegel als Sturmsegel.
Mondsegel 
Das Mondsegel ist ein Rahsegel, das auf einigen Klippern über dem Royal- und dem Skysegel gefahren wurde.
MPS
Siehe: Blister
Oberblinde 
Die Oberblinde ist ein kleines Rahsegel, das vor allem bei historischen Segelschiffstypen an einer auf den Bugspriet aufgesetzten Stenge, dem Sprietmast, gesetzt wurde.
Oberbramsegel
Siehe: Bramsegel
Obermarssegel
Siehe: Marssegel
Parasail 
Ein Parasail, auch Parasailor oder Wingaker, ist eine spezielle Art von Spinnakersegel, das durch einen flügelartigen Winddurchlass zusätzlichen aerodynamischen Auf- und Vortrieb erzeugt.
Passatsegel 
Passatsegel sind speziell für die raumen Kurse im Passat gefertigte Segel von Seekreuzern.
Raffee 
Ein Raffee ist ein Segel, das von den Nocken der Rah (beispielsweise einer Breitfock) bis zum Masttopp (Mastspitze) gesetzt wird. Es hat eine schmale dreieckige Form.
Raumballon
Siehe: Reacher
Reacher 
Der Reacher (auch Raumballon) wird im Kursbereich Am Wind bis zu spitzen Raumschotkursen verwendet. Dort (raumschots) spielt er auch seine Vorteile gegenüber der Genua aus.
Royalsegel
Royalsegel sind die, von unten gezählt, vierten Rahsegel auf Großseglern. Sind die darunter befindlichen Brahm- bzw. Marssegel aufgeteilt (also aus zwei übereinander liegenden Segel bestehend), so können die Royalsegel auch die, von unten gezählten, fünften oder sechsten Segel sein.
Schonersegel 
Das Schonersegel ist das unterste Segel, das auf Schonern am vordersten Mast (Schonermast) gefahren wird.
Schönwettersegel
Siehe: Bonaventurasegel
Schwedensegel 
Das Schwedensegel ist ein Schlechtwettersegel aus schwerem Tuch ohne Segellatten. Es hat die Liekmaße eines Großsegels und wird auch an dessen Stelle gesetzt.
Setteesegel 
Das Setteesegel oder Settiesegel gehört zur traditionellen Besegelung der arabischen Daus. Es ist ein Schratsegel, das stark dem mediterranen Lateinersegel ähnelt. Es besteht jedoch nicht wie dieses aus einem dreieckigen, sondern aus einem trapezförmigen Tuch, dessen oberer Teil an einer rahähnlichen Spiere angeschlagen ist. Diese Spiere ist, wie beim Lateinersegel, mittig am Mast befestigt. Zum Segeln wird die Spiere schräg gestellt, so dass sich das Unterliek des Segels in der Horizontalen befindet. Entsprechend der jeweiligen Windrichtung zum gewünschten Kurs kann das Segel auf beiden Bordseiten gefahren werden. Die Spiere muss jedoch nach jedem Wendemanöver neu ausgerichtet werden. Es sind auch rechteckförmige Setteesegel bekannt (Luf-Boot).
Skysegel 
Das Skysegel ist das auf einigen Klippern über dem Royalsegel gesetzte Segel.
Spinnaker
Als Spinnaker oder kurz auch Spi bezeichnet man ein besonders großes, bauchig geschnittenes Vorsegel aus leichtem Tuch, das vor dem Wind und auf Raumschotkursen eingesetzt wird.
Spinnakerstagsegel 
Das Spinnakerstagsegel (auch Betrüger) nutzt den freien Raum unter dem Spinnaker aus. Es ist eine sehr niedrig und breit geschnittene Fock.
Spreizgaffelsegel
Das Spreizgaffelsegel wird an einem Mast und an einer Spreizgaffel angeschlagen, ähnlich dem Gabelbaum eines Surfsegels. Die Spreizgaffel ist am Mast drehbar gelagert, während ihre Schot über den sich achterlich davon befindlichen Mast gefahren wird.
SprietsegelDas Sprietsegel ist ein viereckiges Schratsegel, das mit einer Reihleine am Mast angeschlagen (befestigt) und mit der Spriet ausgespannt wird.
SteilgaffelsegelDas Steilgaffelsegel ist zwischen Gaffel und Baum angeschlagen, wobei die Gaffel so steil steht, dass sie nahezu eine Verlängerung des Masts bildet.
Sturmfock
Die Sturmfock ist kleines Starkwind-Vorsegel aus besonders widerstandsfähigem Material und mit hoch geschnittenem Schothorn, das bei Sturm auf Yachten anstelle der Fock gesetzt wird.
Sturmsegel
Sammelbezeichnung für die bei Sturm gesetzten Segel, meist Sturmfock und Trysegel
Tallboy
Der Tallboy ist ein schmales, hohes Stagsegel, das zwischen Vorstag und Mast gesetzt wird, wenn gleichzeitig ein Spinnaker gefahren wird.
Toppsegel (oder Topsegel) 
Als Toppsegel wird allgemein ein Segel bezeichnet, das im Masttopp gefahren wird. Als Toppsegel bezeichnet man auf schratgetakelten Schiffen einerseits die im Topp gefahrenen Rahsegel, nämlich Mars- oder Bramsegel, (siehe Toppsegelschoner) und andererseits Schratsegel, die oberhalb eines Gaffelsegels, im Dreieck zwischen Gaffel und Mast (bzw. Stenge), angeschlagen werden (auch Gaffeltoppsegel). Letztere werden auch Dreikanttoppsegel (im Unterschied zum Vierkanttoppsegel, siehe dort) genannt und werden in der Regel ohne Rah, seltener auch mittels einer parallel zur Gaffel geführten und sie leicht überragenden Schotrah angeschlagen.
Treiber
Der Treiber ist ein kleines Segel, das am Treibermast, z. B. dem Besanmast einer Yawl, angeschlagen ist. Die Bezeichnung wird auch allgemein für Stützsegel verwendet.
Try-Segel
Ein Try-Segel ist ein kleines Starkwindsegel aus besonders widerstandsfähigem Material, das auf Yachten bei Bedarf anstelle des Großsegels gesetzt wird.
Unterbramsegel
Siehe: Bramsegel
Untermarssegel
Siehe: Marssegel
UPS
Siehe: Code Zero
Vierkanttoppsegel (oder Vierkanttopsegel) 
Das Vierkanttoppsegel ist ein Segel, das oberhalb eines Gaffelsegels, im Dreieck zwischen Gaffel und Mast (bzw. Stenge), an zwei Rahen angeschlagen ist. Die Fußrah (auch: Schotrah) ist etwa parallel zur Gaffel und überragt sie als Verlängerung leicht nach achtern (hinten), die Toppsegelrah ist am Mast befestigt. Vierkanttoppsegel waren ursprünglich unregelmäßig viereckig (daher auch der Name); die Toppsegelrah war dafür beinahe waagerecht und ungefähr parallel zur Gaffel angebracht und überragte den Mast nach vorn. Auf Fischerbooten erhielt sich die Form noch bis mindestens nach 1900, auf manchen Yachten gab es zu dieser Zeit zumindest noch angedeutete viereckige Formen. Die Entwicklung ging aber bereits hin zu dreieckigen Vierkanttoppsegeln: Die Toppsegelrah wird dafür parallel zum Mast (bzw. der Stenge) angeschlagen und verlängert die Segelfläche nach oben; anders als Dreikanttoppsegel überragen dreieckige Vierkanttoppsegel also Mast und Stenge.
VorstengestagsegelDas Vorstengestagsegel ist das am weitesten innen (vor dem Fockmast) befindliche Stagsegel eines rahgetakelten Segelschiffs
Windseeker
Siehe: Code Zero
Yankee
Siehe: Flieger